# Da Ali G Show
Da Ali G Show est une série télévisée britannique en 6 épisodes de 30 minutes, créée par Sacha Baron Cohen et diffusée entre le 30 mars et le 5 mai 2000 sur Channel 4. 
Une deuxième série, américano-britannique, en 12 épisodes de 30 minutes a été diffusée entre le 21 février 2003 et le 22 août 2004 sur HBO.
En France, les deux séries ont été diffusées sur Jimmy.

## Synopsis
Cette série satirique est un mélange d'interviews de célébrités, mais aussi parfois d'anonymes, réalisés par trois personnages (Ali G, Borat Sagdiyev et Bruno - ce dernier uniquement dans la deuxième série) et de sketches. La première série se passe en Angleterre et la seconde, aux États-Unis.

## Personnages
Tous les personnages sont interprétés par Sacha Baron Cohen
- Ali G (de son vrai nom Alister Leslie Graham) est un rappeur originaire de Staines, près de Windsor en Angleterre, la ville où « vit la reine ». Il habite au 36 Cherry Blossom Close, au cœur du « ghetto de Staines » et est le chef d'un gang appelé le West Staines Massiv. Lors de ses interviews, il se fait passer pour un animateur de talk-show et oriente volontiers ses questions dans le domaine de la politique ou des médias, mettant souvent ses invités dans l'embarras. Ses expressions favorites sont « booyakasha » et « respect ».

- Borat Sagdiyev est originaire du Kazakhstan où il dit être le « sixième homme le plus connu du pays » et exerce la profession de journaliste pour la chaîne de télévision d'État. Il parcourt la Grande-Bretagne et les États-Unis afin de rendre compte de la vie dans ces deux pays. Borat met souvent les gens qu'il interviewe mal à l'aise en raison de son comportement volontiers exhibitionniste et de ses propos antisémites ou misogynes. Choqué par le fait que les femmes aient le droit de vote, il classe les êtres selon une échelle d'importance qui lui est propre : « Dieu, l'homme, le cheval, le chien, la femme, le rat et le krutzouli... ». Grand admirateur de Staline, il est également passionné par le tennis de table et la lutte. Borat a une sœur prostituée et un frère malade mental. Sa première épouse a été abattue par un chasseur qui l'avait prise pour un ours et la seconde a été enlevée par des gitans qui lui ont également volé sa charrue. Borat a beaucoup de succès auprès des femmes et fait preuve d'une virilité hors du commun, accumulant les relations extra-conjugales.

- Bruno, et « seulement Bruno, comme Madonna », est autrichien. Il anime un talk-show, Funkyzeit mit Bruno, centré essentiellement sur l'homosexualité et le monde de la mode et se présente comme la porte-parole de la jeunesse autrichienne. Apparemment homosexuel lui-même, il oriente souvent ses interviews dans ce domaine, allant même jusqu'à suggérer à ses invités qu'ils le sont également.

Chacun de ces personnages est par la suite devenu le héros d'un long-métrage spécifique.

## Épisodes

### Première série (2000)
1. Neil Hamilton
2. Mohamed Al-Fayed
3. Gail Porter
4. Marissa Tait, Sally Jesse Rafael, Roy Hattersley, Tamzin Outhwaite, Chrissie Hynde
5. John Humphrys, Fran Healy
6. Jarvis Cocker, Anita Roddick

### Deuxième série (2003-2004)

#### Première saison (2003)
1. Law
2. War
3. Politics
4. Art
5. Science
6. Belief

#### Deuxième saison (2004)
1. Respek
2. Rekognize
3. Peace
4. Realize
5. Jah
6. Realness

## Commentaires
Aux États-Unis, cette série a suscité de nombreuses réactions hostiles. La communauté afro-américaine s'est plainte de la mauvaise image donnée par Ali G de leur culture car le personnage qu'il interprète est noir, misogyne, inculte et plutôt stupide. 
Le personnage de Borat, quant à lui, a fâché une partie de la communauté juive américaine qui a porté plainte auprès de HBO. Pour sa défense, Sacha Baron Cohen, juif lui-même, affirme qu'il ne fait que dénoncer, à sa manière et de façon provocante, l'attitude de certains intégristes qui alimente d'elle-même l'antisémitisme.
L'ambassade du Kazakhstan aux États-Unis a officiellement demandé la suppression du personnage de Borat jugeant qu'il véhiculait une image fausse et très négative du pays. En réponse, Borat a fait diffuser un communiqué rédigé avec des caractères cyrilliques aléatoires.
À noter que le personnage de Borat a été inspiré à Sacha Baron Cohen par un médecin qu'il avait rencontré dans le sud de la Russie. Un film, intitulé Borat, leçons culturelles sur l'Amérique au profit glorieuse nation Kazakhstan et mettant en scène ses reportages à travers les États-Unis, est sorti dans les salles en 2006.